# Thyreodon atriventris
Thyreodon atriventris är en stekelart som först beskrevs av Cresson 1874.  Thyreodon atriventris ingår i släktet Thyreodon och familjen brokparasitsteklar.

## Underarter
Arten delas in i följande underarter:
- T. a. armstrongi
- T. a. gigas